# Phanopathes rigida
Phanopathes rigida är en korallart som först beskrevs av Pourtalès 1880.  Phanopathes rigida ingår i släktet Phanopathes och familjen Aphanipathidae. Inga underarter finns listade i Catalogue of Life.